# Digital Playground

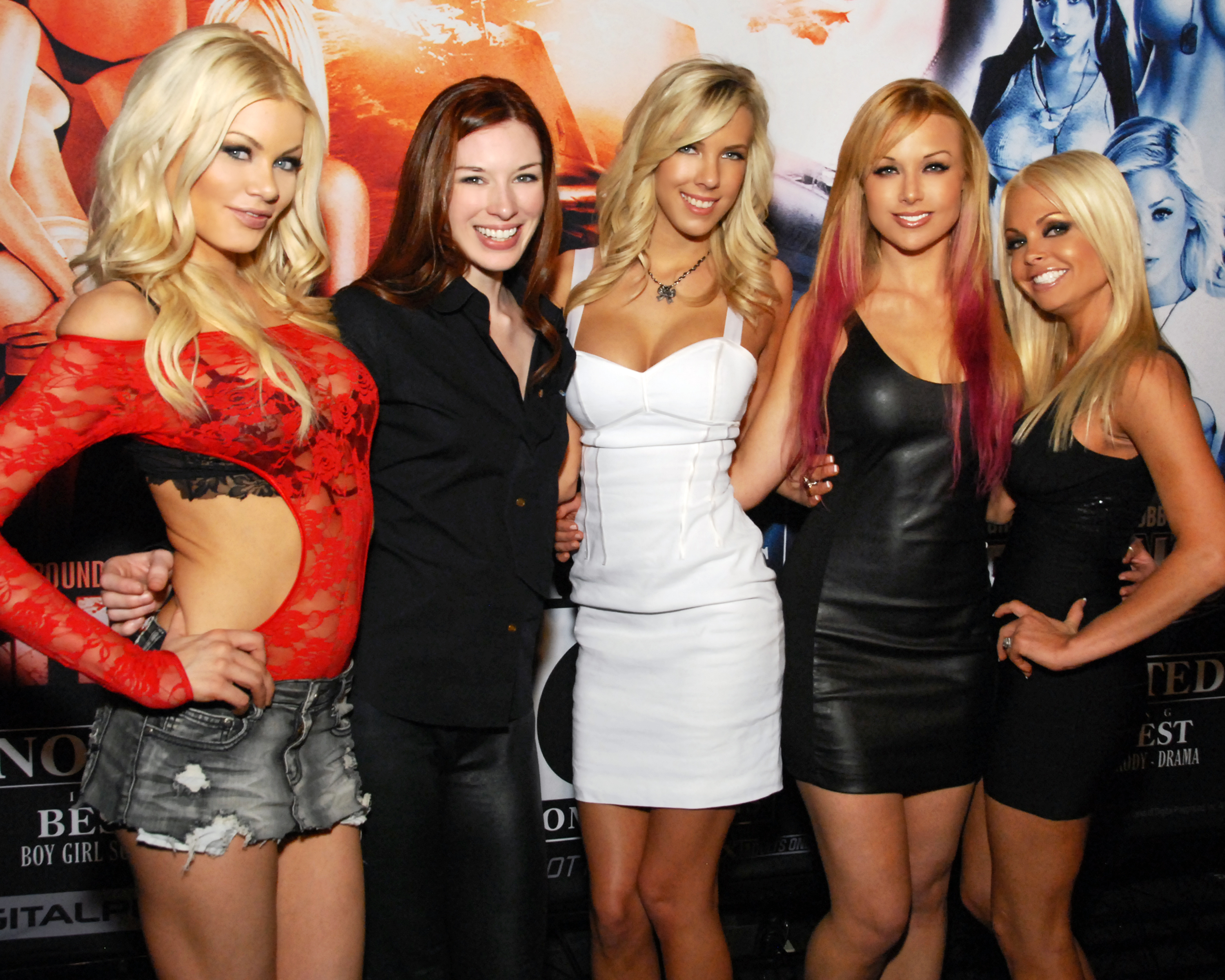
Digital Playground Girls (2012)
Riley Steele, Stoya, Bibi Jones, Kayden Kross und Jesse Jane

Digital Playground ist eine US-amerikanische Produktionsgesellschaft für Pornofilme mit Sitz in Chatsworth, Kalifornien, die von dem Medienunternehmen Aylo vertrieben wird.
Die Gesellschaft wurde 1993 von dem Regisseur Joone gegründet. Zusammen mit der inzwischen zur Geschäftsleiterin aufgestiegenen Samantha Lewis forcierte er die Produktion von Filmen für den sogenannten couples market, der sich vor allem an Paare als Käuferschicht richtet und durch einen hohen Produktionsstandard auszeichnet. Bekannte Filme der Gesellschaft sind beispielsweise Island Fever 1–4 (gedreht unter anderem auf Maui und Bora Bora) sowie die Pornospielfilme Forbidden Tales, Rush, Stripped, No Limits, Loaded, Contract Star und Pirates. Im Jahr 2007 erschien der sehr erfolgreiche Film Babysitters, gefolgt von Cheerleaders im Jahr 2008 und Nurses 2009, die jeweils typische Männerfantasien zum Gegenstand haben.
Digital Playground gilt als eine der wenigen salonfähigen Produktionsfirmen, wenn es um paartaugliche Filme geht. Die Filme von Digital Playground werden regelmäßig mit Preisen aus der Erotik-Branche ausgezeichnet. 2005 hat Digital Playground für sein Werk Island Fever 3 den AVN Award Best HD Production für den ersten Pornofilm in HD erhalten. Anlässlich der gleichzeitig stattfindenden Erotikmesse Adult Entertainment Expo stellte Digital Playground als – nach eigenen Angaben – erstes Unternehmen ein hochaufgelöstes Video als Video on Demand zum kostenpflichtigen Download bereit.
1994 startete Digital Playground seine interaktive Virtual Sex with …-Reihe, von der bisher 21 Titel erschienen sind. Im Jahr 2003 startete Digital Playground die Gonzo-Serie Jack’s Playground des Regisseurs Robby D., von der aufgrund ihres Erfolgs mittlerweile 38 Folgen erschienen sind. 2004 startete Digital Playground die Gonzo-Serie Control, bei der ebenfalls Robby D. Regie führt. Bisher sind zehn Folgen erschienen. In der ersten Folge von Control sind unter anderem Lanny Barbie und Rita Faltoyano zu sehen. Die Serie verzichtet auf die typischen Elemente aus Jack’s Playground und ist eher den High-Class-Erotikproduktionen zuzuordnen.

Nach eigenen Angaben hält Digital Playground einen Marktanteil von 40 % im Bereich der Erotik-DVDs.

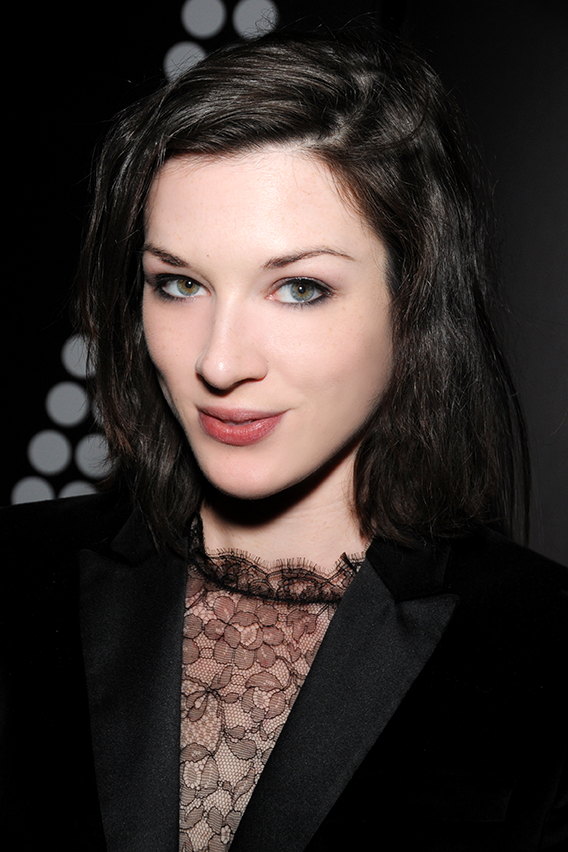
Stoya (2014)

Ehemalige Darstellerinnen sind Janine, Tera Patrick, Devon, Teagan Presley, Jana Cova, Sophia Santi, Adrianna Lynn, Riley Steele, Jesse Jane, Stoya, Kayden Kross und McKenzie Lee.

## Filmauswahl
- Rush (2002)
- Code of Honor (2012)
- No Limits (Pornofilm) (2003)
- Loaded (2004)
- Babysitters (2007)
- Cheerleaders (2008)
- Pirates II: Stagnetti’s Revenge (2008)
- Pirates (2005)
- Nurses (2009)
- Fly Girls (2010)
- Body Heat (2010)
- Jailhouse Heat (2011)
- Fighters (2011)
- Top Guns (2011)
- Bridesmaids (2013)
- Sisters of Anarchy (2014)
- Blown Away (2017) (2017)
- Star Wars Underworld: a XXX Parody (2017)
- Hand Solo: A DP XXX Parody (2018)
- Machine Gunner (2023)
- Project X (2024)
- Island Fever
- Jack’s Playground

## Auszeichnungen
- 2009: XBIZ Award Studio of the Year
- 2009: AVN Award Best Overall Marketing Campaign - Company Image
- 2007: XBIZ Award Studio of the Year
- 2007: AVN Award Best Online Marketing Campaign – Company
- 2007: FAME Award Favorite Feature für Island Fever 4
- 2007: Nightmoves Award Best Series für Island Fever
- 2007: Nightmoves Award Best Production Company
- 2007: Rock Confidential Best Adult Feature für Island Fever 4
- 2006: XBIZ Award Studio of the Year
- 2006: AVN Award Best POV Scene für Jack’s POV 02
- 2006: AVN Award Best All Girl Sex Scene in Island Fever 4
- 2006: AVN Award Best Renting Title of the Year für Pirates
- 2006: AVN Award Best POV Scenes für Jack’s POV 01
- 2006: AVN Award Best Selling Title of the Year für Pirates
- 2006: AVN Award Best Vignette Series für Jack’s Playground